# Berta Cáceres
Berta Isabel Cáceres Flores (4 de marzo de 1971-La Esperanza, 2 de marzo de 2016) fue una líder indígena lenca, feminista y activista del medio ambiente hondureña.
Cofundó el COPINH para luchar por los derechos de los Lencas y ganó el Premio Medioambiental Goldman, «el máximo reconocimiento mundial para activistas de medio ambiente». Fue asesinada después de años de haber recibido amenazas contra su vida  mientras protestaba en contra del proyecto de la presa hidroeléctrica Agua Zarca impulsado por la empresa Desarrollos Energéticos S.A. (DESA). Esta apuesta, que tendría en el Río Gualcarque, implicaría tanto afectaciones medioambientales como vitales para el pueblo Lenca como la interrupción del suministro de agua y alimentos para la comunidad. Su asesinato fue ampliamente condenado a nivel internacional, sin embargo, nueve años después del crimen el juicio a los responsables intelectuales continúa.
En julio de 2021, Roberto David Castillo Mejía, directivo de la empresa DESA, fue declarado culpable de ser coautor del asesinato de Cáceres. El 27 de noviembre de 2024 La Corte Suprema de Justicia (CSJ) de Honduras ratificó esta sentencia negando el recurso de casación interpuesto por la defensa. En la misma deliberación La Corte ratificó siete sentencias más entre las que se encuentran exmilitares y un mayor del ejército. En el caso de Sergio Rodríguez quien para el momento del asesinato de Berta era el gerente de (DESA) aunque la Corte en principio no llegó a un consenso posteriormente ratificó su condena a 30 años de prisión por su responsabilidad en el asesinato.  En el momento en el que se cometió el crimen, los mayores accionistas de la empresa (DESA) era la familia Atala Zablah. Hasta la fecha, Daniel Atala Midence es el único integrante de esta familia vinculado formalmente al caso, quien actualmente se encuentra prófugo a pesar de tener una orden de captura de la Interpol .
El 25 de mayo de 2022, fue declarada Heroína Nacional por el Congreso Nacional de Honduras.

## Biografía
Fue hija de José Doré Cáceres Portillo y de María Austra Berta Flores López, que fue partera, enfermera y alcaldesa en tres ocasiones, Gobernadora de Intibucá y Diputada al Congreso Nacional por el Partido Liberal. Desde jóvenes sus padres fueron perseguidos políticos, al igual que ella, quien vivió exiliada un tiempo en El Salvador, fue una activista social y dio amparo a muchos refugiados de El Salvador durante la guerra civil de ese país. Además, sometió la moción de la firma de Honduras del Convenio 169 de la OIT sobre pueblos indígenas y tribales, el cual fue firmado en 1995 y siendo alcaldesa, impidió la instalación de un batallón.
Durante su infancia y adolescencia Berta Cáceres, creció en una etapa de violencia que se propagó en Centroamérica en los años ochenta, aprendió de su madre la importancia de defender la justicia y unirse a las luchas de su pueblo. Uno de sus hermanos fue baleado y perseguido, su otro hermano, Francisco, estuvo preso durante varios años en el batallón militar de Marcala, por cuestiones políticas. Su madre fue  vigilada y hostigada por 12 años, fue secuestrada y encarcelada (por órdenes de la Seguridad Nacional) y más de 2 mil personas de La Esperanza protestaron y exigieron su liberación.
Al formar parte de su pueblo, participó en muchos de sus ritos y tradiciones, entre ellos, la compostura al agua.
Estuvo casada con el dirigente indígena Salvador Zúniga y fue madre de cuatro hijos. Una de sus hijas, Bertha Zúniga Cáceres, asumió el liderazgo del COPINH, la organización que Berta Cáceres dirigía antes de ser asesinada. Pocas semanas después de asumir la responsabilidad, Bertha Zúniga Cáceres denunció que el 30 de junio de 2017 sufrió un atentado del que logró escapar.

## Activismo ambiental
En marzo de 1993 cofundó el Consejo Cívico de Organizaciones Populares e Indígenas de Honduras (COPINH), que se emplea por «la lucha en defensa del medio ambiente, el rescate de la cultura Lenca y [por] elevar las condiciones de vida de la población de la región».
Destacó en su activismo medioambiental, siendo especialmente mediática su actividad en contra de la privatización de los ríos y en contra de los proyectos de presas hidroeléctricas de inversores internacionales, sobre todo su lucha contra el proyecto de la represa de Agua Zarca, en el río Gualcarque, en el departamento de Santa Bárbara. Luchó también contra proyectos mineros y madereros para proteger el medio ambiente.
Es conocida no solamente por defender los derechos del movimiento campesino e indígena de Honduras, sino que fue también una militante social muy influyente a nivel regional y continental en su lucha por la justicia social y medioambiental. Berta luchó por la salud y la tierra, contra el sistema de patriarcado y la violencia.Es así, que, en 2009 encabezó protestas contra el golpe de Estado del 28 de junio de 2009 al entonces presidente hondureño, Manuel Zelaya. Además fue una dura crítica del Gobierno de Juan Orlando Hernández, a quien consideraba un "vende patria" y un "dictador".
Berta Cáceres, creía en la integración de las luchas anticapitalista, anticolonial, anti-patriarcal y antirracista con el propósito de  construir alternativas dignas, humanas y justas, que revaloricen las formas propias comunitarias e indígenas. Esa visión integradora de luchas, refleja una concepción político-ecológica en la que los problemas ambientales están ligados a las múltiples formas de opresión y marginación en nuestra sociedad.

### Oposición al proyecto hidroeléctrico "Agua Zarca"
Desde el golpe de Estado de 2009, se iniciaron en Honduras una gran cantidad de megaproyectos destructivos para el medio ambiente, que acarrean el desplazamiento de comunidades indígenas y la privatización de ríos y territorios, se concesionaron territorios de los pueblos indígenas negros, destinándose casi el 30% del territorio nacional a concesiones mineras. Según denuncia el COPINH, en 2010 el Congreso Nacional otorgó docenas de concesiones de ríos en toda Honduras. Entre estas, le entregó por veinte años el río Gualcarque a la empresa DESA, un río sagrado para la cosmovisión del pueblo Lenca y una importante fuente de agua y alimentos.
En 2006 un grupo de indígenas Lencas de la región indígena de Río Blanco, acudió al COPINH en busca de ayuda tras haber sido testigos de la llegada de maquinaria y material de construcción en su área. En agosto de 2010, DESA recibe una concesión para un proyecto de 14,5 MW en Agua Zarca. Es en mayo de 2011 cuando empieza la construcción preliminar entre DESA y ENEE, y en noviembre de 2012 la empresa Sinohydro firma el cintrato con DESA para construir el proyecto, que se trataba de una alianza comercial para construir cuatro represas hidroeléctricas en el río Gualcarque. Los actores implicados eran la compañía china Sinohydro (la mayor compañía constructora de presas del mundo), la Corporación Financiera Internacional (CFI) del Banco Mundial y la compañía hondureña Desarrollos Energéticos S. A. (DESA). Al no consultar a la comunidad local sobre el desarrollo del proyecto, las empresas habían violado la ley internacional, concretamente el Convenio 169 de la Organización Internacional del Trabajo. Los Lencas consideraban que las presas afectarían su acceso a agua, comida y materiales para medicina, por lo que su modo de vida tradicional sería puesto en peligro.
La campaña de protesta consistió en organizar reuniones comunitarias, presentar quejas legales y llevar el caso a la Comisión Interamericana de Derechos Humanos (CIDH). A partir del 2013, Cáceres dirigió al COPINH en la campaña de protesta. Una de sus principales acciones fue el bloqueo del acceso al área de construcción por más de un año; pese a que los activistas locales fueron repetidamente desalojados por la Policía Nacional de Honduras. El 15 de julio de 2013, los militares de Honduras dispararon contra algunos miembros del COPINH, quienes realizaban una protesta pacífica, causando la muerte del dirigente Tomás García y tres heridos. En mayo de 2014 se produjeron dos asesinatos más y otros tres activistas resultaron gravemente heridos.
Además, las compañías constructoras, la policía y los militares montaron desde entonces una campaña sistemática de represión, acoso y amenaza contra activistas locales y grupos indígenas, a la vez que se les criminalizaba y se les presentaba en los medios de comunicación como violentos y peligrosos.
En 2013, la presidenta del Consejo Hondureño de la Empresa Privada (COHEP), Aline Flores, acusó a Cáceres de liderar grupos que solamente querían «atrasar al país» oponiéndose a proyectos de desarrollo, los cuales, manifestó, se han hecho a través de convenios y socialización con las comunidades. El mismo año, Cáceres, junto a otros dirigentes indígenas, fue acusada de inducir a cometer los delitos de usurpación, coacción y daños continuados en prejuicio de DESA, por lo que se le dictó una medida de prisión preventiva.
En respuesta, Amnistía Internacional declaró que los cargos deberían ser retirados y que si los activistas eran encarcelados serían considerados presos de conciencia. Sumado a esto, 45 organizaciones de derechos humanos regionales e internacionales expresaron su preocupación por la criminalización a los defensores de derechos en Honduras e hicieron un llamamiento para que el Gobierno investigara las amenazas contra ellos. Las presiones del COPINH, liderado por Cáceres, junto con la ayuda de comunidades indígenas y organismos internacionales, hicieron que a finales del 2013 Sinohydro y la CFI se retiraran del proyecto, aduciendo inquietudes sobre violaciones a los derechos humanos. A pesar de ello, Desarrollos Energéticos continuó con el proyecto y trasladó el área de construcción al otro lado del río con la intención de evitar bloqueos.

### Denuncias
En una entrevista realizada en diciembre de 2013 por Dick y Mirian Emanuelsson, Berta denunció el acoso y la persecución a las tribus indígenas y el robo de sus tierras ancestrales por parte del Gobierno de Honduras, y la venta de la tierra y saqueo de los recursos naturales del país.
Denunció las 47 concesiones (permisos de explotación) desde el 2010, otorgadas a grandes empresas transnacionales y privadas mediante el uso de testaferros o prestanombres hondureños luego del golpe de Estado de 2009, en las que se vendieron tierras, recursos y ríos mientras las comunidades que cuidaron de ellos durante milenios eran desalojadas, quedando desprotegidas; donde los ríos, la tierra e incluso el aire pasan a ser de las transnacionales. Los ríos en muchos casos son desviados y dejan de pertenecer a las comunidades, y la contaminación o deforestación de estas zonas por empresas deforestadoras eliminan también la flora y fauna de estas tierras. Para Berta y su tribu el desvío del río significa la muerte para las comunidades, además de un ataque espiritual a ellas, ya que los espíritus del agua en su cosmología son femeninos y vitales en sus comunidades. Expresó además que durante el Gobierno de Porfirio Lobo no hubo tantas concesiones, en cambio durante el Gobierno de Juan Orlando Hernández hubo más de 47 concesiones y siguieron dando más. En Río Blanco habían más de 15 concesiones mineras que se echaron para atrás por la lucha de las comunidades pero hubo mucha represión, hostigamiento, amenazas y se criminaliza la legitimidad de luchas indígenas por su sobrevivencia.
Su apelación al préstamo de 15 millones de dólares por parte de los Países Bajos, al violentar el Convenio 169 de la OIT sobre pueblos indígenas y tribales y el derecho a consulta a los pueblos indígenas, se debió a la consulta ilegítima realizada a la empresa DESA, a una organización gubernamental y a una secretaría gubernamental de asuntos indígenas y afrohondureños y de interlocutor de un patronato de DESA, en lugar de consultar a los pueblos directamente afectados para justificar el financiamiento del  proyecto.
Berta Cáceres denunció también, al exministro de SERNA (Secretaría de Recursos Naturales y Ambiente), Rigoberto Cuéllar, de ser testaferro de la empresa DESA (Desarrollos Energéticos Sociedad Anónima) al juramentar que no existía el pueblo Lenca en la región indígena de Río Blanco ya que no había ningún documento que hiciera constar la existencia de miembros de esa etnia en esta región, y que debido a esto fue puesto por el presidente Juan Orlando Hernández como fiscal adjunto para blindarlo legalmente por todo el daño hecho por las zonas de empleo y desarrollo económico (ZEDES, anteriormente llamadas ciudades modelo), empresas mineras, hidroeléctricas, etc. a los pueblos, tierras, flora y fauna afectados en el país.
Expresó el combate del COPINH contra 17 proyectos que afectan sus tierras, entre ellos un megaproyecto eólico en La Esperanza, Intibucá. La lucha del Gobierno contra los pueblos indígenas con tácticas modernas como la contrainsurgencia, ataques con falsas denuncias y juicios, persecución judicial, ataques y pago por adelantado de sicarios, y pago de personal de 2000 lempiras para que sabotearan sus automóviles –lo hicieron en más de ocho ocasiones– además de tener pagados por adelantado a sicarios para cometer asesinatos contra ella, Francisco Sanches, presidente del Consejo Indígena, sus otros dos compañeros enjuiciados y contra otros activistas indígenas y medioambientales. Denunció el intervencionismo de Estados Unidos en Honduras, el uso del país como laboratorio, el entrenamiento de paramilitares: militares y mercenarios de noche, la división de los hondureños y la construcción de la base marítima estadounidense más grande de Latinoamérica en la laguna de Caratasca, la cual tiene construcciones subterráneas de las que –alega– no son para combatir al narcotráfico. Denunció el soborno de 1 a 20 millones de lempiras a alcaldes y a líderes indígenas.
También denunció las amenazas de muerte que recibió, el acoso sexual y telefónico, y las amenazas recibidas por el excoronel de la fuerza aérea Douglas Geovanny Bustillo mientras este trabajaba como jefe de seguridad de DESA (Desarrollos Energéticos Sociedad Anónima), así como la persecución judicial y cibernética recibida por parte del Gobierno, simulando cuentas del COPINH y de otras organizaciones sociales. Asimismo, Berta Cáceres comentó que la partera que ayudó a nacer a la jueza que la enjuició en septiembre de 2013, Aicia Lizeth Naigh, fue la madre de Berta, Austra Flores, quien era la partera o matrona del pueblo sobre todo de mujeres indígenas, y de cómo su madre recibió también a todos sus hermanos porque ella era la matrona del pueblo.
En una entrevista llevada a cabo el 7 de mayo de 2015 por la CNN, Berta expresó cómo las nuevas leyes estaban violentando el derecho a la expresión de los grupos indígenas y el derecho de la defensa de sus tierras y comunidades, y de cómo el Gobierno persigue a quienes protegen sus tierras.

## Asesinato

#### Antecedentes

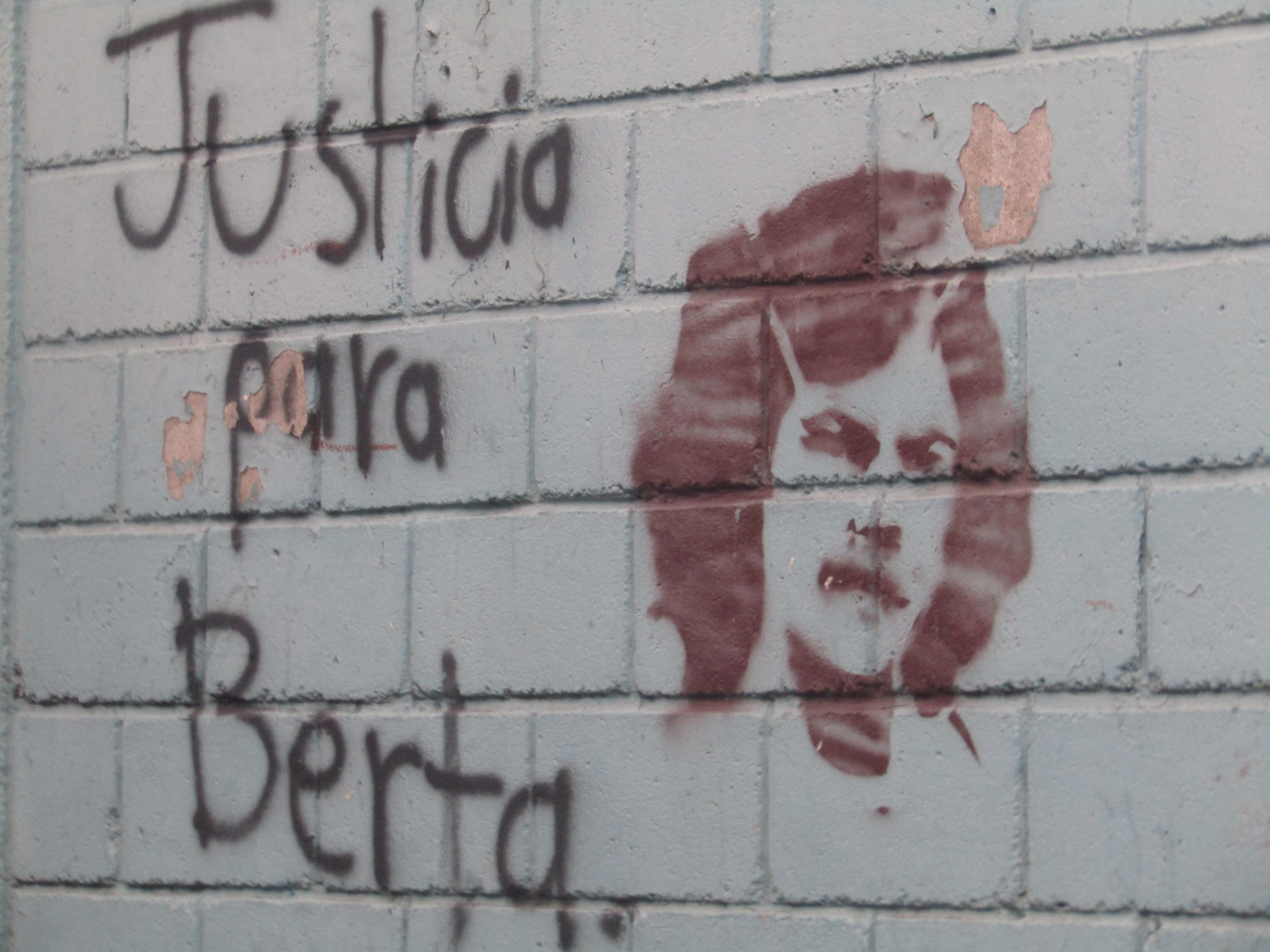
Tras la muerte de la activista se hicieron varias manifestaciones exigiendo justicia.

La ONG Global Witness, en un informe de enero del 2017, sostuvo que Honduras era el lugar más peligroso del mundo para ejercer el activismo ambiental, pues desde el 2010 al 2017, más de 120 personas fueron asesinadas por fuerzas del Estado, guardias de seguridad o asesinos a sueldo, por oponerse a proyectos de represas, minas, tala o agricultura en sus tierras y quienes no han muerto, han sido amenazados, atacados, puestos en prisión o se han salvado por poco. El Alto Comisionado de los Derechos Humanos de las Naciones Unidas se declaró en 2024 muy preocupado por el hecho de que Honduras siga siendo uno de los países más peligrosos del mundo para las personas que defienden la tierra, el territorio y el medio ambiente, siendo los pueblos indígenas, los pueblos afrohondureños y los campesinos los más afectados por la violencia, la apropiación de tierras y desalojos.
Berta Cáceres llevaba años denunciando hostigamiento, graves amenazas de muerte y de violencia contra ella y su familia, y contra miembros del COPINH, que fueron denunciadas a la policía, pero ninguno fue investigado. Por lo mismo, contaba con medidas cautelares por parte de la Comisión Interamericana de Derechos Humanos (CIDH) desde 2009, aunque según su madre, en la práctica no recibía protección del Estado por la presión de las autoridades que defienden a la mineras y empresas hidroeléctricas.
Debido a la persecución recibida, su madre y sus hijos tuvieron que abandonar el país, mientras ella tomó precauciones extremas: dormía cada noche en un lugar diferente y casi no se comunicaba mediante aparatos telefónicos, siempre viajaba acompañada y no hacía presentaciones públicas. Expresó además que recibía amenazas por parte de guardias de la empresa privada DESA como de las fuerzas de seguridad del Gobierno que protegían el proyecto de DESA. Una semana antes de su asesinato, Cáceres denunció que ella y otros dirigentes de su comunidad habían recibido amenazas de muerte y otros cuatro habían sido asesinados.
En septiembre de 2016, el COPINH, descubrió un espía militar, infiltrado en la organización por un año y que pasaba información sobre sus actividades, directamente a la Presidencia. Asimismo, el líder de COPINH, Tomás Gómez, informó a Global Witness, que se había vendido a los sicarios una lista similar a la lista negra militar, que contenía el nombre y fotografía de activistas sociales y ambientales, entre ellos de Berta Cáceres y el precio por su asesinato, meses antes de su muerte.

#### El crimen
Cerca de la medianoche entre el 2 y 3 de marzo de 2016 Berta Cáceres se encontraba en su vivienda en La Esperanza, donde también se encontraba el ambientalista mexicano Gustavo Castro Soto, miembro de Amigos de la Tierra, cuando los asesinos forzaron las puertas.
Castro escuchó cuando Berta preguntó: «¿Quién está ahí?», y un sicario le disparó y la mató e hirió a Castro, quien fingió estar muerto para salvar su vida. Al mediodía, su cuerpo fue trasladado por la Fuerza Aérea Hondureña hasta Medicina Forense en Tegucigalpa.

#### Reacciones
Miles de personas asistieron a su funeral, celebrado el 5 de marzo de 2016 en La Esperanza, que se convirtió en un homenaje popular. El acto fue dirigido por el sacerdote Ismael Moreno Coto y el padre Fausto Milla. Acompañados de los rituales y danzas garífunas, se cantó el Padre Nuestro en diversos idiomas y lenguas como lenca, misquito, garífuna, quiché, español e inglés. Luego del acto, sus hijas encabezaron una marcha por toda la ciudad, en la que reclamaron justicia y denunciaron la impunidad de los asesinatos de líderes ambientalistas en Honduras. La multitud llegó hasta el cementerio de La Esperanza, donde fueron sepultados sus restos. Durante el entierro su madre dijo: «Quiero pedir que se haga justicia y que este horrendo crimen no quede en la impunidad».
El presidente de Honduras Juan Orlando Hernández, condenó el hecho y declaró el esclarecimiento de su crimen una prioridad estatal. También condenaron su muerte y exigieron una pronta investigación por parte de las autoridades hondureñas: el Secretario General de la Organización de los Estados Americanos, Luis Almagro, la relatora de la Organización de Naciones Unidas sobre los Derechos de los Pueblos Indígenas, Victoria Tauli-Corpuz, el Parlamento Europeo, la Cepal, el embajador de Estados Unidos en Honduras, James Nealon, Greenpeace; y 74 organizaciones latinoamericanas, entre otras. También hubo protestas y homenajes por parte de activistas y organizaciones en Guatemala, Nicaragua, El Salvador, Ecuador, Bolivia, Perú, Paraguay, Brasil, España, Francia, Inglaterra, Holanda y Alemania.
Además, lamentaron su muerte Daniel Ortega (presidente de Nicaragua), Jimmy Morales (presidente de Guatemala), Rafael Correa (presidente de Ecuador), y Nicolás Maduro (presidente de Venezuela), así como artistas conocidos por su activismo social, como René Pérez (Residente), Mark Ruffalo, Leonardo DiCaprio y Naomi Klein.
También en Honduras hubo protestas durante los meses posteriores, llevadas a cabo por estudiantes universitarios, feministas, ambientalistas nacionales y extranjeros, y el COPINH. Es por esta relación entre ambientalismo y feminismo que se considera a Cáceres como una ecofeminista.

### Investigación
En las primeras horas tras el asesinato se procedió a la detención de tres personas, los testigos Gustavo Castro (conocido de Berta), José Ismael Lemus (guardia de seguridad) y Aureliano Molina Villanueva (militante de base del COPINH) como sospechosos. Lemus fue liberado horas después con la advertencia de mantenerse en el país y la petición de colaborar con las autoridades, y el 6 de marzo fue también liberado Molina bajo vigilancia policial, porque no encontraron suficientes elementos para mantenerlo detenido. Hasta el momento, la policía mantenía la hipótesis de un crimen pasional, a pesar de los reclamos de los familiares de Berta de tratarlo como un crimen político.
Dos días después del asesinato, Gustavo Castro fue puesto bajo el resguardo de la embajada de México en Honduras y las autoridades le prohibieron salir del país por 30 días debido a las investigaciones. El 7 de marzo, rompió el silencio mediante una carta pública, en la cual, entre otras cosas, acusó al Gobierno hondureño de prohibirle salir del país sin razón alguna, de que ninguna de las fotografías presentadas por los entes de investigación respondían a los principales sospechosos del crimen, sino más bien a compañeros del COPINH y de que el escenario del crimen había sido modificado.

Vi morir a Berta en mis brazos pero también vi su corazón sembrado en cada lucha que el COPINH ha realizado, en tantísima gente que la conocimos. No hay lluvia que semeje tantas lágrimas derramadas por su partida, pero no hay tanta fuerza que asemeje la lucha lenca que se enfrenta día a día, palmo a palmo disputándose el territorio contra las grandes transnacionales.
Gustavo Castro

La medida de retenerlo en el país también causó rechazo entre más de 100 ONG activistas, quienes exigieron al Gobierno de Enrique Peña Nieto intervenir para acelerar su retorno a México.
En octubre de 2016, le robaron su auto a la magistrada de la Corte Suprema de Apelaciones Penal, María Luisa Ramos, en donde tenía los expedientes relacionados con el asesinato de Berta Cáceres. Naciones Unidas expresó su preocupación ante este hecho, aunque el mismo no afectó la investigación, según lo afirmado por el presidente de la Corte Suprema de Justicia, Rolando Argueta.
En enero de 2017 fue capturado en México el exmilitar hondureño, Henry Javier Hernández Rodríguez, por suponérselo el autor intelectual y material de la muerte violenta de Cáceres. La captura fue un trabajo coordinado entre las policías de ese país y de El Salvador y Guatemala. Con este, sumaron ocho los detenidos por la investigación del asesinato de la dirigente ambientalista. Entre ellos se halló el exviceministro de Recursos Naturales y Ambiente, Roberto Cardona, capturado por la ATIC en octubre de 2016 tras permanecer prófugo. Cardona enfrenta juicio por ampliar irregularmente la licencia ambiental del proyecto hidroeléctrico Agua Zarca, trasladando las obras de infraestructura de Río Blanco (Intibucá) a San Francisco de Ojuera en Santa Bárbara, sin realizar previamente un proceso de consulta a los pueblos Lencas.
En noviembre de 2017, un equipo de expertos internacionales publicó un informe, donde acusó «la negligencia deliberada por parte de instituciones financieras, como el Banco Centroamericano de Integración Económica (BCIE), el Banco de Desarrollo Holandés (FMO) y el Finnfund» y «la participación de directivos, gerentes y empleados de DESA; de personal de seguridad privada contratado por la empresa; de agentes estatales y de estructuras paralelas a las fuerzas de seguridad del Estado en actos delictivos anteriores, concomitantes y posteriores al asesinato del 2 de marzo de 2016. Esos hechos aún permanecen impunes.»
El 2 de marzo de 2018 fue capturado Roberto David Castillo Mejía, en el aeropuerto internacional de San Pedro Sula cuando pretendía salir de Honduras, era presidente ejecutivo de la empresa Desarrollos Energéticos S.A. (DESA) al momento del asesinato. Castillo fue la novena persona capturada relacionada con el asesinato. La empresa DESA rechazó las acusaciones.

### Ampliación de la investigación
El pasado 1 de diciembre de 2023, el nuevo Fiscal General de la República, Johel Zelaya, presentó requerimiento fiscal contra Daniel Atala, uno de los presuntos autores intelectuales del asesinato de la líder ambientalista e indígena.
El 14 de febrero de 2025 la Comisión Interamericana de Derechos Humanos (CIDH) anunció la instalación del Grupo Interdisciplinario de Expertos Independientes (GIEI) en Honduras para fortalecer la investigación de los hechos relacionados con el asesinato de Berta Cáceres así como otros delitos conexos. El mecanismo, que fue creado por medio de un acuerdo entre COPINH, la CIDH y el Estado de Honduras también fue creado con el finde proponer medidas de reparación y garantías de no repetición. Su trabajo, que es independiente de las instituciones gubernamentales de país, responde a la necesidad de garantizar justicia integral en los casos de violaciones a los derechos humanos de personas defensoras del medioambiente, líderes y lideresas sociales. 
El Grupo Interdisciplinario de Expertos Independientes (GIEI) en Honduras estará conformado por Ricardo Guzmán Loyo, Roxanna Altholz y Pedro Biscay. La Secretaría Ejecutiva estará a cargo de Jaime Vidal. La Comisión Interamericana de Derechos Humanos (CIDH) designó a estas personas expertas basándose en criterios de experiencia técnica, independencia, autonomía y objetividad, como resultado de un proceso de diálogo sostenido con el Estado hondureño y las entidades representantes de las víctimas.
El grupo contará con un equipo técnico propio en el país que operará con plena autonomía, con el fin de contribuir al esclarecimiento de los hechos y la obtención de justicia. Su labor se extenderá por un período inicial de seis meses, durante el cual se emitirán informes parciales y un informe final, todos disponibles para el público. 

### Culpables
El 29 de noviembre del 2018, Roberto David Castillo Mejía, y siete hombres fueron hallados culpables del asesinato de Berta Cáceres: Sergio Ramón Rodríguez, gerente de ambiente y comunidades de DESA, Douglas Geovanny Bustillo, jefe de seguridad de DESA y exteniente del ejército y especialista en inteligencia militar, Mariano Díaz Chávez, mayor de las Fuerzas Especiales, Henry Javier Hernández, antiguo sargento de las Fuerzas Especiales, y los tres sicarios: Edwin Rápalo, Edison Duarte Meza y Óscar Torres. 
La corte declaró que el asesinato fue ordenado por Roberto David Castillo Mejía, quien coordinó con Bustillo. Bustillo contactó a Díaz, quien proporcionó una pistola, logística y realizó una misión de reconocimiento. Por su parte, Hernández fue quien organizó al grupo de tres sicarios para llevar a cabo el crimen. La corte dictaminó que los últimos cuatro mencionados participaron en una tentativa de asesinato el 5 de febrero de 2016. El último acusado, Emerson Duarte Meza, fue declarado inocente y puesto en libertad.
En diciembre de 2019, los tres sicarios y su jefe: Rápalo, Torres, Duarte y Hernández fueron condenados a 34 años de prisión por asesinato y a otros 16 por tentativa de asesinato. Mientras que los cuatro autores intelectuales: Castillo, Rodríguez, Bustillo, y Díaz fueron condenados a 30 años por asesinato.
Hasta junio de 2024, se están esperando las confirmaciones de las sentencias desde el año 2022, de los siete condenados, ya que, sus defensas presentaron el recurso de casación, una herramienta legal que permite impugnar una sentencia ante un tribunal de mayor jerarquía, para el caso de David Castillo, quien fue hallado culpable en 2021 y sentenciado en 2022, también enfrenta la falta de confirmación de su sentencia.

### Críticas y exigencias

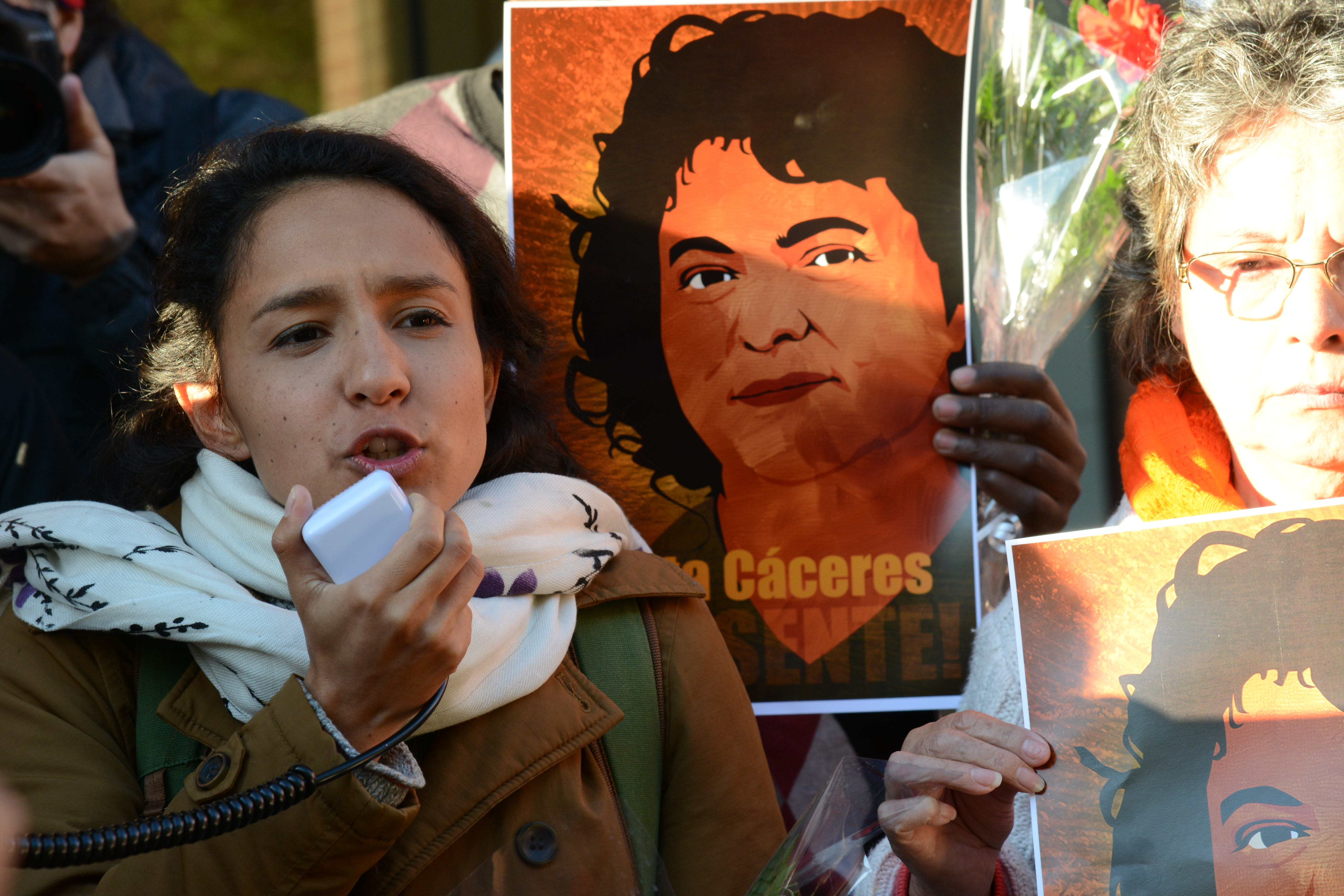
Bertha Zúniga Cáceres (hija de Berta Cáceres), durante una manifestación en las puertas de la OEA el 5 de abril de 2016.

El COPINH realizó denuncias expresando cómo el mismo Gobierno intentó criminalizar a los compañeros de organización de Berta Cáceres para limpiar su imagen, en lugar de investigar a los entes y empresas acusadas por los familiares de Berta, entre los que destacan la empresa DESA, el Estado hondureño y el Grupo empresarial ATALA, de la familia Atala Zablah, uno de los más poderosos grupos de poder del país.
A días del asesinato de Berta Cáceres, Erika Guevara-Rosas, representante de Amnistía Internacional criticó la deficiente investigación de las autoridades hondureñas y lamentó la negativa del presidente Juan Orlando a reunirse con familiares de Berta Cáceres, con defensores de derechos humanos y con Amnistía Internacional. Meses después, también el Comité de la ONU contra la Tortura criticó la lentitud en dicha investigación y el hermetismo de las autoridades hondureñas.
Bertha Isabel Zúniga Cáceres, la hija de Berta Cáceres, exigió que el asesinato sea investigado por investigadores internacionales junto al Ministerio Público y no por la Misión de Apoyo contra la Corrupción y la Impunidad en Honduras (MACCIH) y denunció la persecución en contra de la líder indígena por parte de empresas junto con autoridades locales de los departamentos de Santa Bárbara e Intibucá. Pidieron también una investigación internacional independiente: la vicepresidenta del Parlamento Europeo, Ulrike Lunacek, en una carta abierta al presidente Hernández; el presidente del Pontificio Consejo para la Justicia y la Paz, Peter Turkson, el senador estadounidense, Patrick Leahy y la embajada de Suecia en Honduras.
El 6 de marzo, COPINH exigió en un comunicado que el Estado de Honduras firmase un convenio con la Comisión Interamericana de Derechos Humanos (CIDH) para que enviara expertos independientes que condujeran una investigación imparcial, transparente y limpia. También más de 220 organizaciones ambientales firmaron una misiva dirigida al secretario de Estado de EE. UU. John Kerry, pidiéndole que la CIDH participara en la investigación del asesinato de Berta Cáceres. A dicha petición se sumaron 11 senadores demócratas y 59 congresistas estadounidenses.
A mediados de junio, 5 congresistas estadounidenses presentaron el Proyecto de Ley Berta Cáceres sobre los Derechos Humanos en Honduras, orientado a suspender la ayuda económica de Estados Unidos a los entes de seguridad en Honduras, a los cuales responsabiliza de muchos de los atropellos a los derechos de los activistas. La ley proponía la retención de $ 18 millones destinados a la seguridad estatal, hasta que se castigara a los responsables del crimen de Berta Cáceres y se investigaran las muertes de muchos otros activistas ambientalistas. La ley no pasó, pero fue reintroducida en marzo de 2017 por 25 representantes.
“Me preocupa mucho el hecho de que Honduras siga siendo uno de los países más peligrosos del mundo para las personas que defienden la tierra, el territorio y el medio ambiente”, dijo Türk.

## Reconocimientos y homenajes
- 2012: Premio Shalom (Alemania).

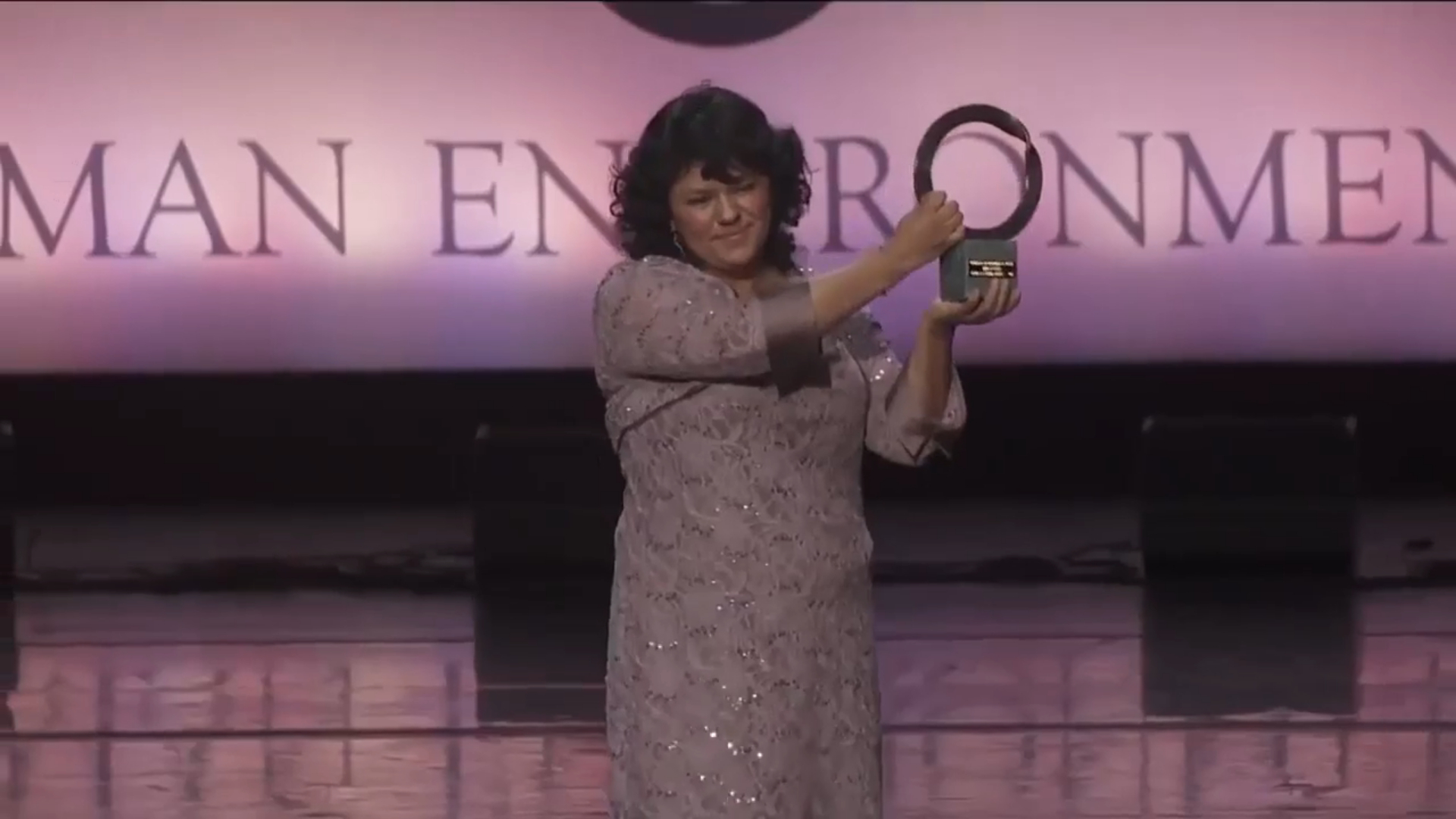
Berta recibiendo el premio Goldman en 2015.

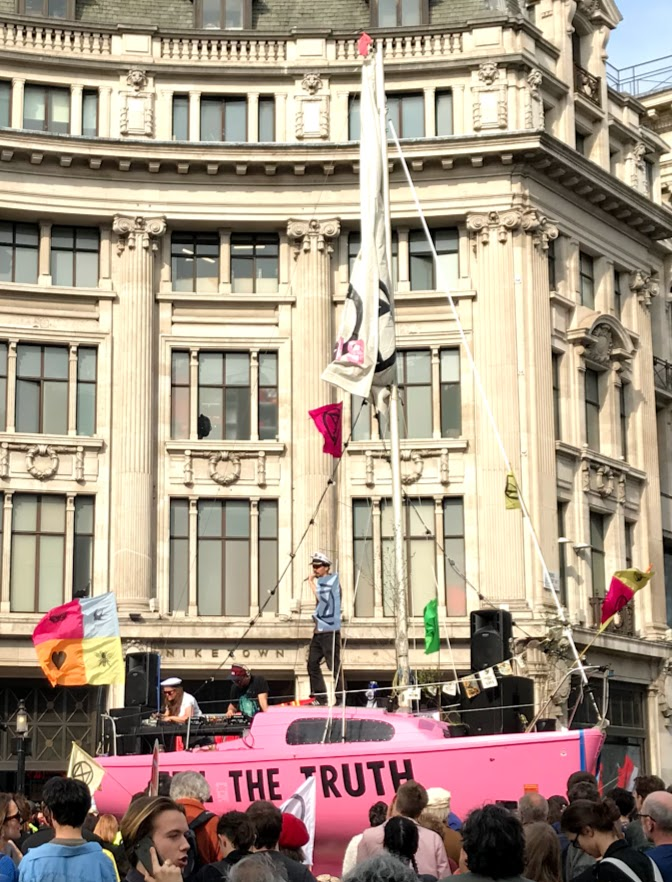
El bote nombrado Berta Cáceres por el grupo Extinction Rebellion en Oxford Circus, Londres, en abril de 2019, con la consigna tell the truth ("cuenta la verdad" en español).

- 2014: Finalista del premio Front Line Defenders, en Irlanda.[106]
- 2015: Premio Medioambiental Goldman,[3] un galardón que es «el máximo reconocimiento mundial para activistas de medio ambiente»,[107] que por eso es también denominado el "Nobel Verde" y es otorgado anualmente.
  - Póstumos:
- 2016: Premio Campeones de la Tierra, del programa de Naciones Unidas para el Medio Ambiente.[108]
- 2017: Artemio Precioso, de Greenpeace.[109]
- La diputada Doris Gutiérrez presentó un proyecto de ley al Congreso Nacional para declarar a Berta Cáceres "Heroína Nacional". También diputados del Partido Libre, Liberal y Pinu, presentaron un proyecto para que se declare la zona del río Gualcarque como parque de reserva forestal y se bautice como "Berta Cáceres".[110][111]
- A un año de su muerte, se realizaron diversos homenajes en conmemoración a Berta Cáceres en Canadá,[112] España[113] y Argentina.[114]
- La cantautora española Christina Rosenvinge le rindió homenaje en su canción "Berta multiplicada", incluida en el álbum Un hombre rubio (2018).
- En abril de 2019 el grupo Extinction Rebellion colocó un barco rosado llamado Berta Cáceres en el Oxford Circus, Londres y se pegaron al bote, bloqueando el tráfico durante cinco días.[115]
- En marzo de 2021, Roger Waters, integrante y cofundador de la banda Pink Floyd, realizó un homenaje dedicándole una de sus más reconocidas canciones “Wish You Were Here”.[116]
- En mayo de 2021, el dramaturgo gallego Millán Picouto publicó La muerte de Berta Cáceres, tragedia en cinco actos y en verso, incluida en su obra completa "El macrocosmos", Linteo. ISBN 978-84-123801-0-1
- En 2024, Berta Cáceres será la primera mujer en la historia de Honduras, en figurar en el nuevo billete de 200 lempiras, esto es un hito histórico que no debe pasarse por alto. Representa un reconocimiento su legado y a las mujeres que han desempeñado roles destacados en la historia y la cultura de Honduras, no solo perpetúa su memoria sino que difunde sus ideas.[105]

### Filmografía
- Katia Lara (directora) (18 de agosto de 2022). Berta soy yo (bertasoyyo.film). Honduras, Estados Unidos: Terco Producciones.  Escena en 100 minutos. Consultado el 28 de agosto de 2022. La película fue un fracaso de taquilla en Honduras. La empresa Cinemark, en una carta abierta a Katia Lara, gerente general de Teco Producciones, denunció al asesor del gobierno en comunicaciones y esposo de Lara, Milton Benítez, y a la Secretaría de Cultura y Artes de presionar y amenazar a la empresa para mantener al documental en cartelera.[117]
- Sam Vinal (director) (2017). Berta Didn't Die, She Multiplied! (¡Berta no murió, se multiplicó!) (IMDb). Mutual Aid Media.  Escena en 30 minutos. Consultado el 23 de abril de 2019.
- Katia Lara (directora) (2016). Berta vive (Digital). Honduras: Terco Producciones.  Escena en 30 minutos. Consultado el 23 de abril de 2019. El documental es un homenaje a su lucha como parte de la campaña "Defensoras de la Madre Tierra".[118] El mismo recibió una mención especial de los jurados en la competencia de cortometrajes iberoamericanos del Festival Internacional de Cine en Guadalajara.[119]